# Достовалов, Евгений Исаакович
Евгений Исаакович Достовалов (1882—1938) — подполковник Генерального штаба, участник Первой мировой войны. Участник Белого движения на Юге России, начальник штаба 1-го армейского корпуса, генерал-лейтенант.

## Биография
Православный. Сын статского советника. Уроженец Семипалатинской области.
Окончил Сибирский кадетский корпус (1900) и Константиновское артиллерийское училище (1902), откуда выпущен был подпоручиком в 26-ю артиллерийскую бригаду.
С началом русско-японской войны был переведен в 5-й Восточно-Сибирский стрелковый артиллерийский дивизион. За боевые отличия был награждён орденом Св. Анны 3-й степени с мечами и бантом. Произведен в поручики 21 августа 1905 года. 10 сентября 1905 года переведен в 3-ю артиллерийскую бригаду, а 30 декабря 1907 года — в Сибирский резервный горный артиллерийский дивизион. Произведен в штабс-капитаны 1 сентября 1909 года.
13 августа 1910 года переведен в 52-ю артиллерийскую бригаду. В 1912 году окончил Николаевскую военную академию по 1-му разряду. 20 мая 1912 года переведен во 2-й Туркестанский стрелковый артиллерийский дивизион. В 1913 году был прикомандирован к 1-му Туркестанскому стрелковому полку на один год для командования ротой.
С началом Первой мировой войны, 16 ноября 1914 года произведен в капитаны с переводом в Генеральный штаб и назначением старшим адъютантом штаба 1-й Туркестанской стрелковой бригады. Пожалован Георгиевским оружием
За то, что в 8-ми дневном тяжелом бою с превосходными силами противника под гор. Сольдау, исполняя должность начальника штаба бригады и, принимая личное, с опасностью для жизни, участие в разведке, определил место переправы и всесторонними мерами и отличной разработкой обеспечил успех переправы бригады по взорванной, сильно укрепленной и обороняемой противником гати через болотистую, трудно доступную для движения долину р. Нейды. Выполнение этого плана привело к полной победе, причем нами была взята неприятельская батарея и большое количество пленных, в числе которых были и офицеры. Во время переправы принимал все время самое деятельное участие в бою.
Удостоен ордена Св. Георгия 4-й степени
За то, что, исправляя должность помощника старшего адъютанта отдела генерал-квартирмейстера штаба 1-й армии, 4 июля 1915 года в бою у гор. Макова, когда некоторые наши части начали отход и открыли полосу, в которую немцы могли ворваться, и в действительности начали проникать, чем могли поставить в затруднительное положение части одного корпуса, верно оценив обстановку, по собственной инициативе, подвергая себя смертельной опасности, под действительным артиллерийским и ружейным огнем, выехал на место боя к д. Уляски, отдавал от имени начальника дивизии распоряжения и, связав разрозненные действия войск, восстановил порядок в бою, чем оказал решительное содействие к переходу наших войск в наступление и к восстановлению первоначального положения, предотвратив таким образом могущие произойти неблагоприятные последствия.
1 ноября 1915 года назначен исправляющим должность помощника старшего адъютанта отдела генерал-квартирмейстера штаба 1-й армии. 12 июня 1916 года назначен старшим адъютантом по строевой части штаба Отдельной Морской бригады, а 15 августа того же года произведен в подполковники с назначением и. д. начальника штаба отдельной Морской бригады. 2 декабря 1916 года назначен и. д. начальника штаба Отдельной Балтийской морской дивизии. В 1917 году был назначен и. д. начальника штаба 15-й пехотной дивизии. По воспоминаниям полковника Месснера, Достовалов так и не прибыл в дивизию, будучи занят политической работой в Петрограде. 15 сентября 1917 года отчислен от должности за болезнью с назначением в резерв чинов при штабе Петроградского военного округа.
В декабре 1917 года полковник Достовалов был помощником начальник штаба Крымских войск. 2 января 1918 года был взят в плен, освобожден, после чего уехал из Крыма, по другим данным — скрывался в Крыму до прихода немцев в апреле 1918 года. Весной 1918 года вступил в Добровольческую армию, служил в штабе 1-й дивизии. Был произведен в генерал-майоры. С 20 ноября 1918 года был назначен начальником Сальского отряда Донской армии. В феврале 1919 года — командир 1-й стрелковой бригады Астраханской армии. На 15 июня 1919 года — преподаватель военных наук Кубанского казачьего военного училища. К 15 августа 1919 года был назначен начальником штаба 1-го армейского корпуса, а с 27 августа — в распоряжение генерал-квартирмейстера штаба Главнокомандующего ВСЮР. Осенью 1919 года — обер-квартирмейстер Добровольческого корпуса, в марте 1920 года — начальник штаба того же корпуса. В Русской армии — начальник штаба 1-го армейского корпуса. Был произведен в генерал-лейтенанты. На 18 декабря 1920 года — в управлении 1-го армейского корпуса в Галлиполи.
К 1922 году перешел на сменовеховские позиции, сотрудничал в газете «Накануне» и журнале «Война и мир». Написал статью «Добровольческая тактика заслонила военное искусство» о причинах поражения белых армий. В 1922 году вернулся в Советскую Россию, заметка о его прибытии была помещена в газете «Красное Черноморье» за 1 февраля 1923 года. Написал очерки о Гражданской войне (1924). Дальнейшая судьба неизвестна. Расстрелян в 1938 году. Не реабилитирован.

## Награды
- Орден Святой Анны 3-й ст. с мечами и бантом (ВП 27.12.1905)
- Орден Святого Владимира 4-й ст. с мечами и бантом (ВП 4.03.1915)
- Георгиевское оружие (ВП 18.03.1915)
- Орден Святой Анны 4-й ст. с надписью «за храбрость» (ВП 20.03.1915)
- Орден Святого Станислава 2-й ст. с мечами (ВП 7.06.1916)
- Орден Святого Георгия 4-й ст. (ВП 13.10.1916)